# Bucher (motorfiets)
Bucher is een historisch Italiaans motorfietsmerk.
De bedrijfsnaam was: Motocicli Bucher S.p.A, Milano.
Bucher was een Italiaans merk dat al in 1911 kopklepmotoren bouwde. Men begon met de Bucher Competizione, een racemotor. In 1914 had men al drie modellen, eencilinders van 342-, 499- en 568 cc. Tijdens de Eerste Wereldoorlog werd de productie stilgelegd, maar in 1919 ging men weer produceren. Men kondigde toen ook aan een 900cc-viercilinder boxermotor te gaan maken, maar dat is er waarschijnlijk niet meer van gekomen. De productie werd in 1920 beëindigd. 
Bucher is ook bekend als Bucher-Zeda.
Giuseppe Gilera, de latere oprichter van het merk Gilera werkte enige tijd bij Bucher. Hij ging daar al in 1909 weg, hetgeen er op duidt dat Bucher al voor dat jaar motorfietsen maakte.